# Bayón (Villanueva de Arosa)
Bayón (también llamada San Juan de Bayón y oficialmente San Xoán de Baión) es una parroquia del municipio de Villanueva de Arosa, en la provincia de Pontevedra, Galicia, España.
De acuerdo con el padrón municipal de 2019, tenía 1274 habitantes (670 mujeres y 604 hombres), distribuidos en 20 entidades de población, lo que representa una disminución con respecto al año 1999, cuando tenía 1595 habitantes.

## Núcleos Rurales
| ■ Villanueva VILLANUEVA ANDRÁS BAYÓN CALEIRO TREMOEDO DEIRO ■ Villagarcía ■ Villajuán Municipio de Villagarcía de Arosa Isla de Arosa ■ Arosa Municipio de Cambados ■ Cambados Municipio de Ribadumia Municipio de Meis Municipio de Boiro Isla de Cortegada Briñas Malveiras Ría de Arosa Municipio de El Grove El Grove ■ Isla de La Toja La Toja Pequeña |
| Mapa con hipervínculos de Villanueva, sus parroquias y los municipios colindantes. |

En la parroquia de San Juan de Bayón están incluidos los lugares de:
- Abelleira
- A Fontenla
- A Lagoa
- A Torre
- Barcia
- Carballo
- Casal
- Fonsín
- Framil
- Groufa
- Mozorín
- O Pereiro
- O Rodo
- Paderne
- Ponte-Arnelas (Ponte Arnelas)
- Rabuñade
- Romarís
- San Simón
- Serantes
- Sestelo
- Tirabao (Tirabau)
- Tras do Río.

## Monumentos
- Iglesia de San Juan de Bayón, de la que se conserva su cabecera rectangular original románica del siglo XII, con añadidos posteriores de capillas y torre del siglo XVIII, Dispone de canecillos y crucero con La Piedad. La primera mención de una iglesia anterior se debe al rey Alfonso VI, que la donaba al monasterio de San Martín Pinario en 1088. Ha sido restaurada a principios de 2012.

- Capilla de San Simón, de planta rectangular con espadaña en arco con cruz y un crucero del siglo XVI que representa a Cristo en la cruz.
- Casa Rectoral, del siglo XVI.

## Fiestas
- El 24 de junio se celebra la fiesta de San Juan, patrón de la parroquia, con hogueras, sardinas, juegos, música y baile.
- El 28 de octubre se celebra la romería de San Simón.